# Adriaen van Wesel
Adriaen van Wesel (* um 1417 in Utrecht; † zwischen 1490 und 1499 in Utrecht) war ein Bildschnitzer im Utrecht des Mittelalters und einer der bedeutendsten Bildschnitzer der nördlichen Niederlande, deren Kunstzentrum die Stadt im 15. Jahrhundert war. Seine Altäre sind nur fragmentarisch erhalten.

## Leben
Dass der Bildschnitzer namentlich bekannt ist, im Mittelalter eine Ausnahme, ist auf seine zahlreichen dokumentierten Werke zurückzuführen. Adriaen van Wesel verbrachte sein ganzes Leben in seiner Geburtsstadt Utrecht, in der er ein bekannter Bürger war. Er war im Militär und Gemeinderat der Stadt. Seine Skulpturen waren sehr gefragt und sein Stil übte großen Einfluss auf andere Bildhauer aus.

## Werke
Adriaen van Wesel schuf große Altäre in Delft, Zwolle, ’s-Hertogenbosch und Utrecht, von denen keiner vollständig erhalten ist. Nach ihrer Zerstörung oder Entfernung aus den Kirchen in der Zeit der Reformation sind nur einzelne Figuren, Figurengruppen oder Reliefs erhalten geblieben. Diese nicht signierten Werke können durch ihre typische Gestaltung der perückenähnlichen Frisuren und der Augenpartien mit leicht herabhängenden Augenlidern diesem bedeutenden Bildschnitzer des Mittelalters zugeschrieben werden. Die meisten seiner Werke werden heute im Rijksmuseum aufbewahrt.

### Altäre von ’s-Hertogenbosch
Er hinterließ ein beträchtliches Werk. 1471 schuf er den Hochaltar für die Utrechter Mariakerk. 1475 bis 1477 schuf er im Auftrag der Liebfrauenbruderschaft für deren Bruderschaftskapelle, heute Sakramentskapelle, in der St. Jan’s Kathedrale in s’Hertogenbosch einen Altar mit Darstellungen des Marienlebens, dessen Entstehung ausführlich dokumentiert ist. Neu waren die lebendigen Darstellungen der Altarfiguren, von denen fünf Gruppen im ursprünglichen Zusammenhang im Rijksmuseum aufgestellt sind.
Von diesem Altar sind im Bruderschaftshaus, heute Museum Schwanenbruderschaftshaus zwei Fragmente erhalten, eines stellt die Legende der Tiburtinischen Sibylle, das andere Johannes den Evangelisten dar. Die Fragmente und ihre für van Wesel typischen Stilelemente sind Ausgangspunkt der Bestimmung weiterer seiner Werke.

#### Werke im Rijksmuseum Amsterdam

##### Holzstatuen

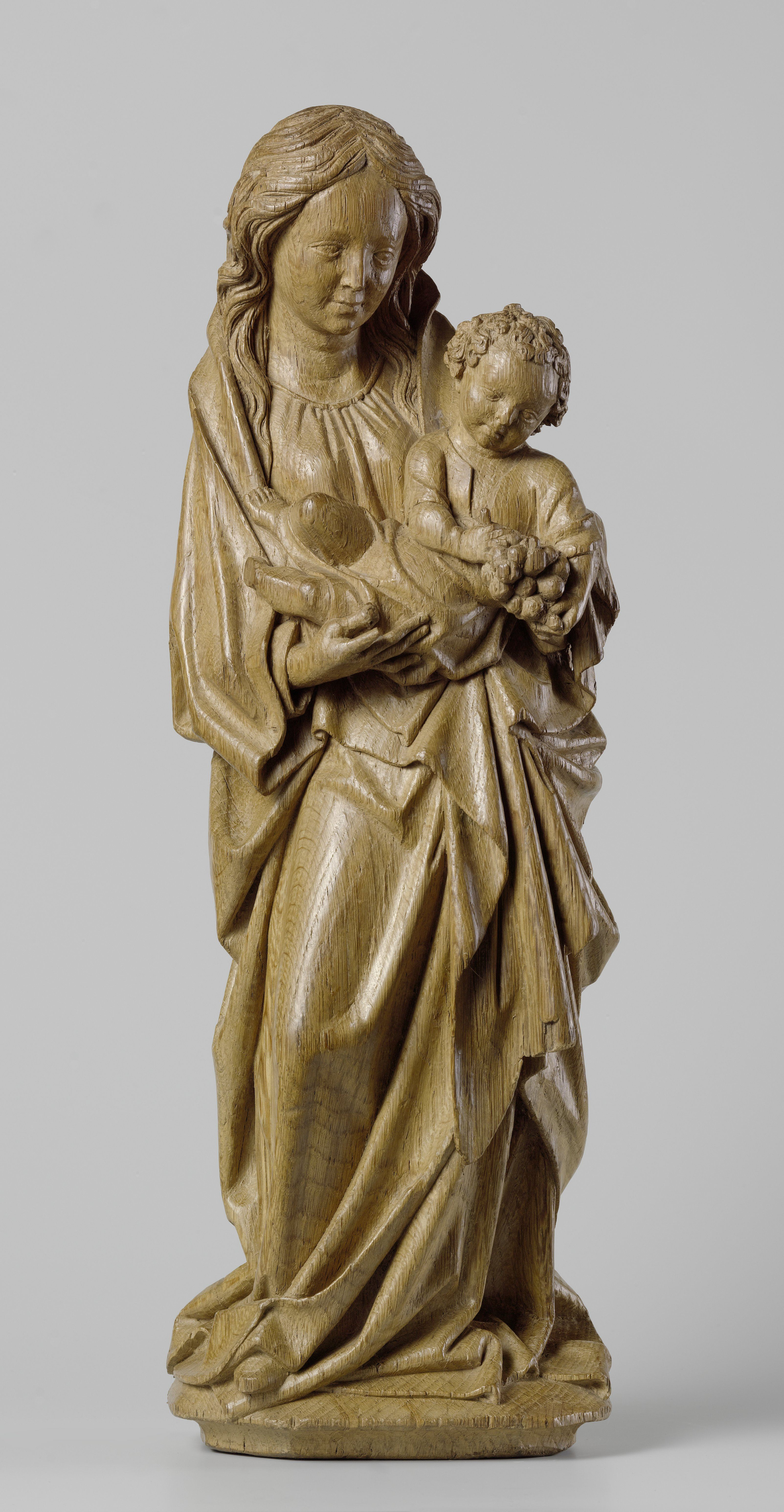
Madonna mit Kind, 1470–1480
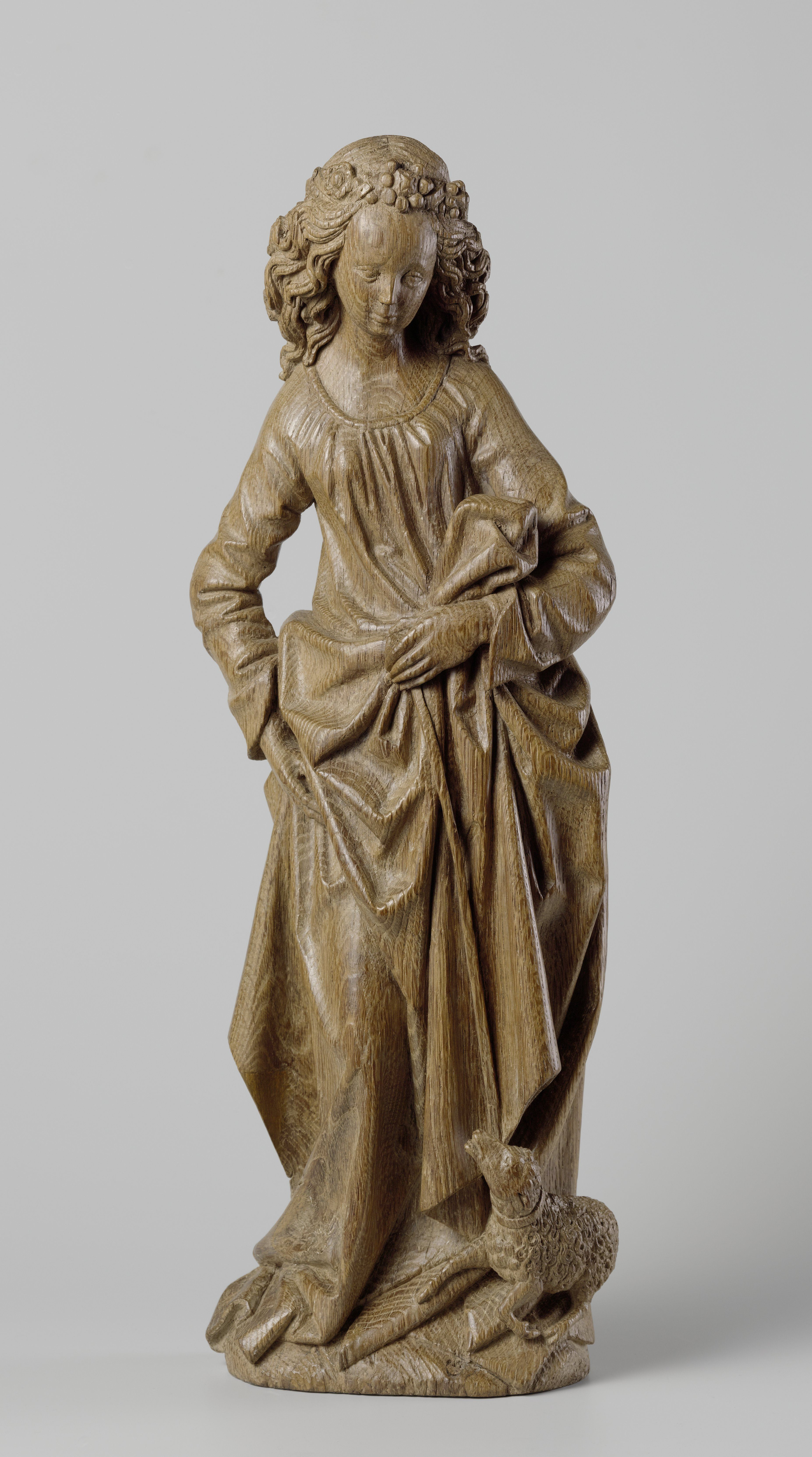
Heilige Agnes, 1470–1480

##### Fragmente des Bruderschaftsaltars aus Bruderschafts- (heute Sakramentskapelle) 1475–1477

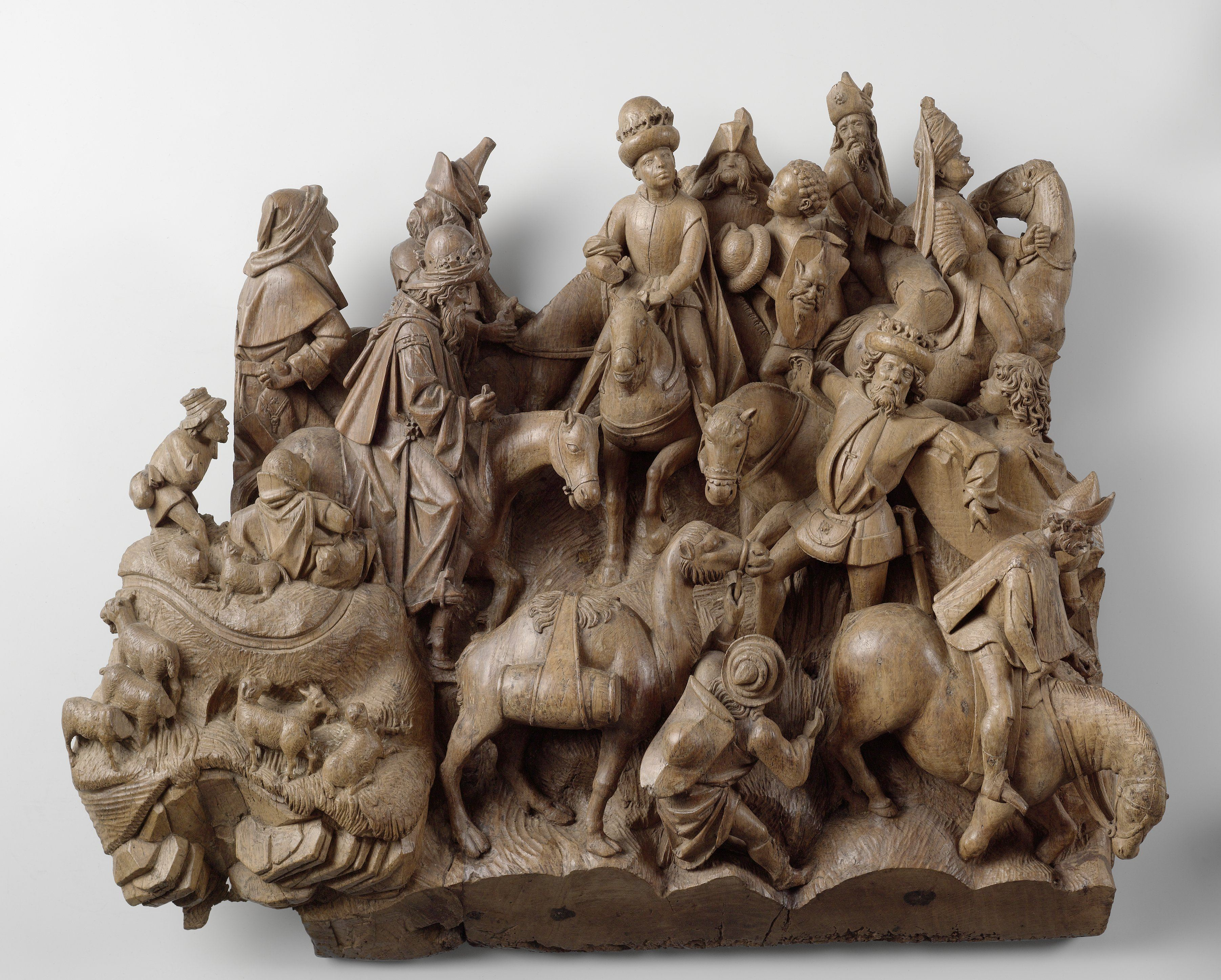
Das Treffen der Heiligen drei Könige
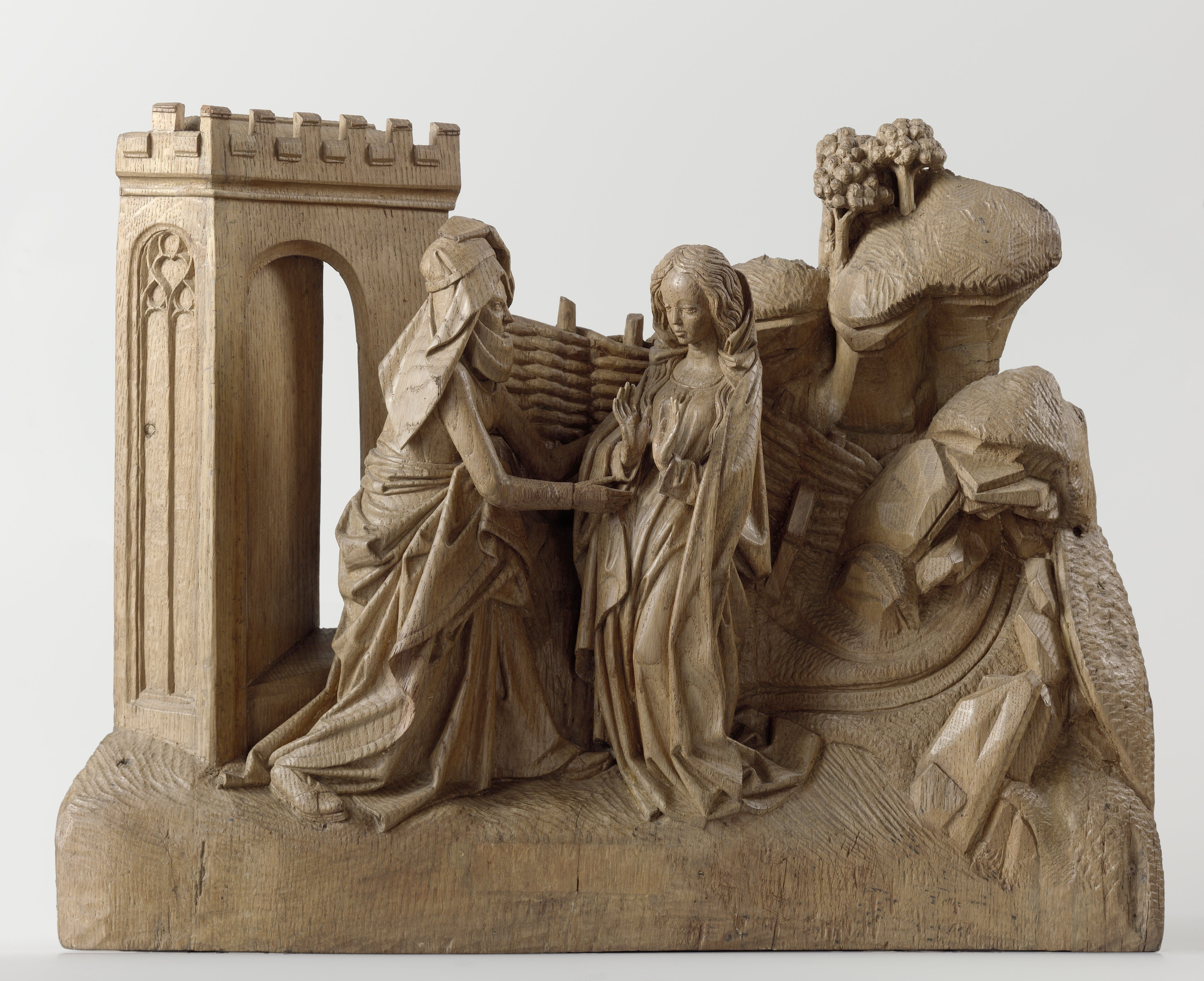
Marä Heimsuchung
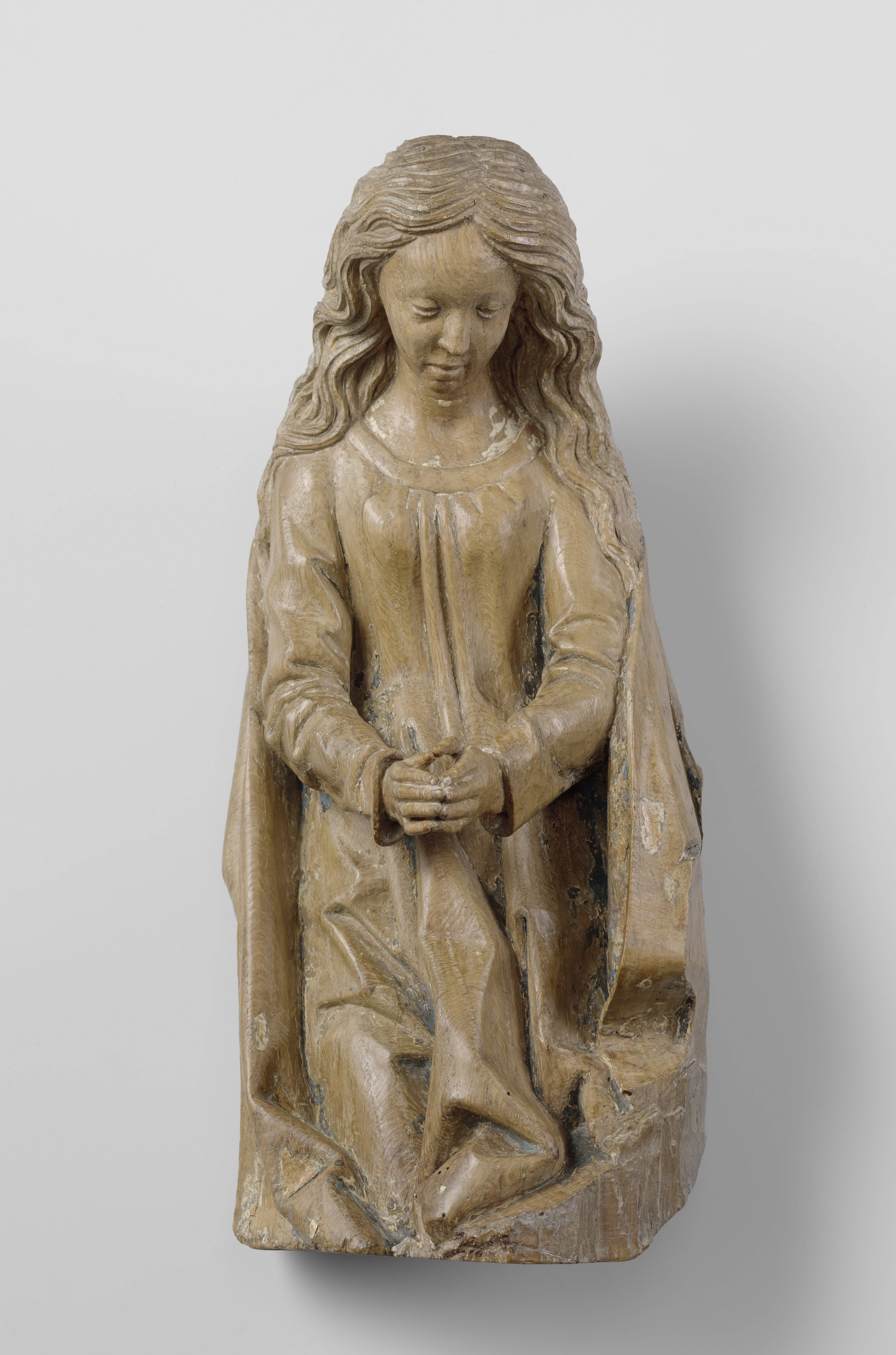
Maria
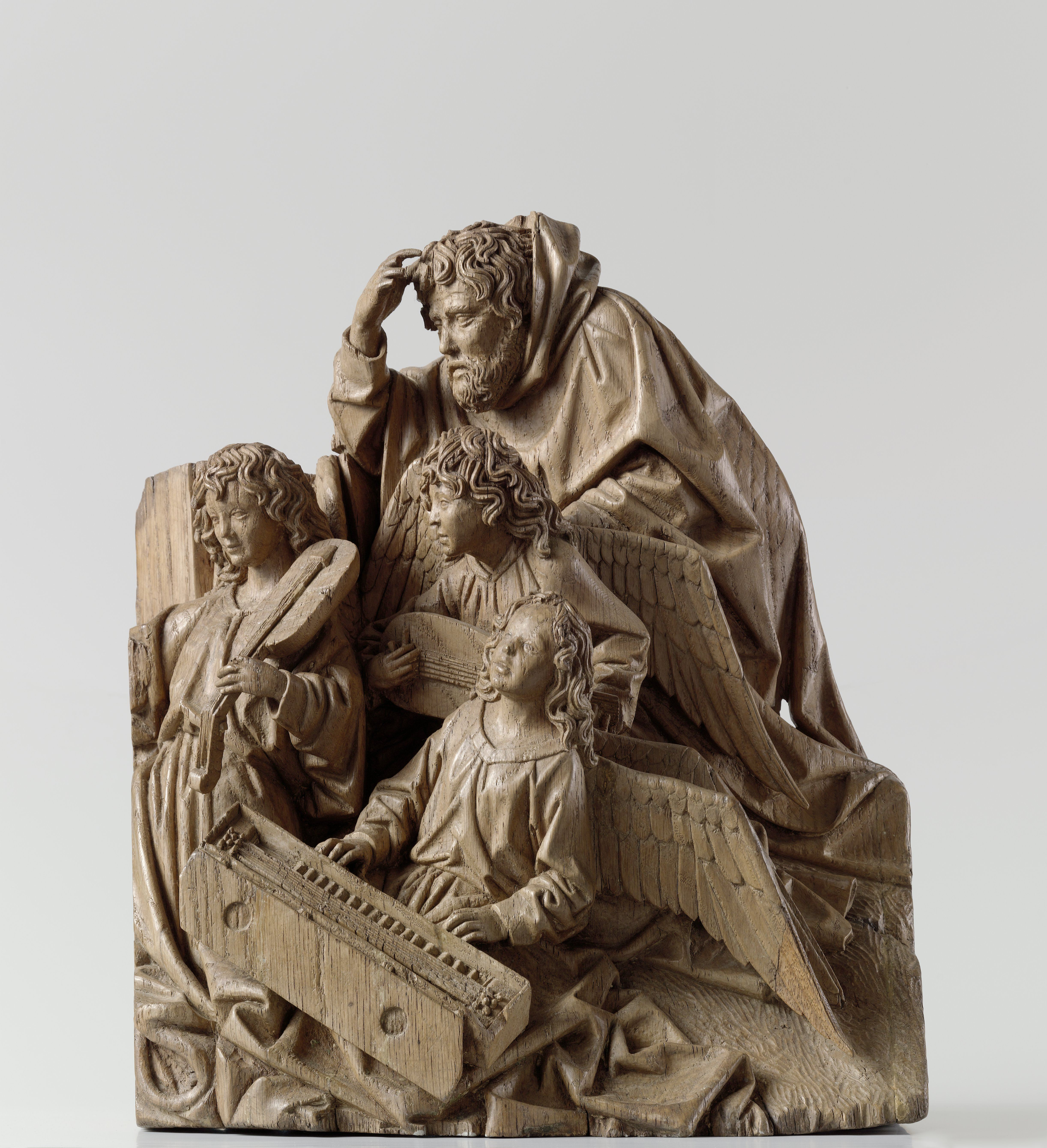
Josef mit drei Engeln
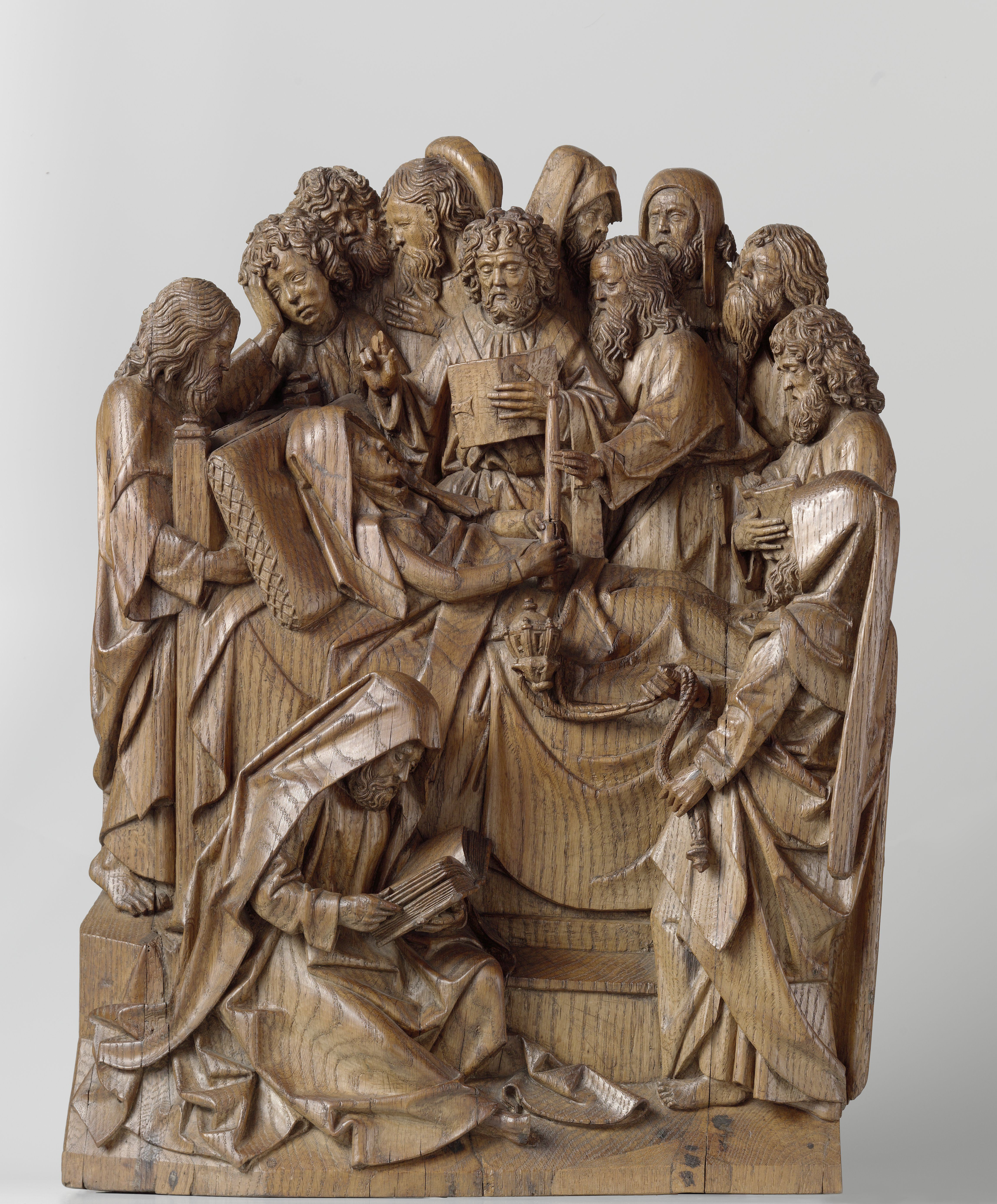
Marientod

### Weitere Zuschreibungen
- Thronende Anna Selbdritt, nach 1474 (Aachen, Suermondt-Ludwig-Museum)[4]

## Utrechter zeitgenössische Künstlerkollegen
Adriaen van Wesel war Zeitgenosse des sogenannten Meisters von Joachim und Anna, ein Bildschnitzer, der ebenfalls um 1450 in Utrecht oder Umgebung angesiedelt wird.

## Zusammenarbeit mit dem Vater von Hieronymus Bosch
Zum Altar von ’s-Hertogenbosch hat der Anthonis Bosch, Vater von Hieronymus Bosch Bilder geliefert, und ein Treffen van Wesels mit Anthonis und eventuell seinem jungen Sohn ist belegt.

### Zu Leben und Bedeutung
- Petrus Theodorus Arnoldus Swillens: De Utrechtse beeldhouwer Adrian van Wesel, ca. 1420-(na 1489). In: Oud-Holland. 63, 1948, S. 149–163.
- J. Leeuwenberg: Een nieuw facet aan de Utrechter beeldhouwkunst IV. In: Oud Holland. 75, 1960, S. 105–205.
- Carol M. Richardson u. a. (Hrsg.): Renaissance Art Reconsidered: An Anthology of Primary Sources. Malden (MA), Blackwell 2007, S. 74–78 (Utrecht sculptor Adriaen van Wesel makes a carved altar piece for the Confraternity of Our Lady, s-Hertogenbosch – Englische Übersetzung der Geschäftsbücher einer Bruderschaft zur Bestellung eines Altares bei van Wesel).
- Ulrich Schäfer: Kunst in Zeiten der Hochkonjunktur. Spätgotische Holzfiguren vom Niederrhein um 1500. Dissertation. Westfälische Wilhelms-Universität Münster. Waxmann, Münster 1991, S. 82–87.

### Zum Werkverzeichnis
- Willy Halsema-Kubes, G. Lemmens, Guido de Werd (Hrsg.): Adriaen van Wesel. Een Utrechtse beeldhouwer uit de late middeleeuwen. Ausstellungskatalog des Rijksmuseum Amsterdam. Den Haag (s’Gravenhage), Rijksmuseum 1980.
  - D. von Flemming: Ein Bildhauer des späten Mittelalters: Adriaen van Wesel. Ausstellungsbesprechung. Rijksmuseum, Amsterdam. In: Weltkunst. 51, 1981, S. 298–299.
  - W. M. de Jong: Adriaen van Wesel, een Utrechtse beeldhouwer uit de late middeleeuwen. In: Simiolus. Netherlands Quarterly for the History of Art. 12, 1981–1982, S. 85–87 (englisch).
- Willy Halsema-Kubes: Der Altar Adriaen van Wesels aus ’s-Hertogenbosch. Rekonstruktion und kunstgeschichtliche Bedeutung. In: Hartmut Krohm, Eike Oellermann (Hrsg.): Flügelaltäre des späten Mittelalters. Berlin 1992, S. 144–156.
- Reinhard Karrenbrock: Eine Utrechter Madonna der Spätgotik in westfälischem Privatbesitz. In: Aachener Kunstblätter. 58, 1989/1990, S. 111–114.
- Reinhard Karrenbrock: Unbekannte Werke des Utrechter Bildhauers Adriaen van Wesel. In: Zeitschrift für Kunstgeschichte. 57, 1994, S. 336–346.